# Lully, Fribourg

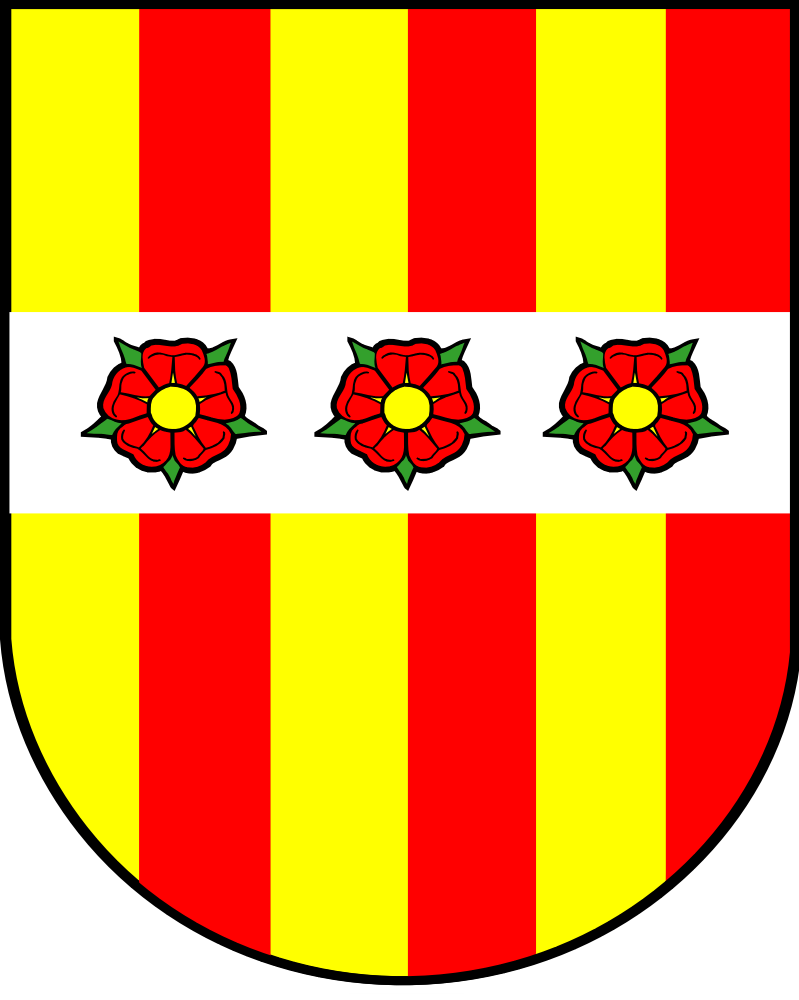
Lullys tidigare kommunvapen, före sammanslagningen med Bollion och Seiry 2006.

Lully är en ort och kommun i distriktet Broye i kantonen Fribourg, Schweiz. Kommunen hade 1 214 invånare (2023). Den 1 januari 2006 inkorporerades kommunerna Bollion och Seiry in i Lully.